# Rezerwat przyrody Dolina Pięciu Jezior
Rezerwat przyrody „Dolina Pięciu Jezior” – rezerwat krajobrazowy o powierzchni 228,78 ha, utworzony 29 grudnia 1987, w województwie zachodniopomorskim, w powiecie świdwińskim, w gminie Połczyn-Zdrój, 7 km na południowy wschód od Połczyna-Zdroju, wzdłuż drogi wojewódzkiej nr 163 Połczyn-Zdrój – Czaplinek, po obu jej stronach, na odcinku 4,2 km.
- północny skraj rezerwatu (góra rzeki): 53°42'42"N 16°08'32"E
- południowy skraj rezerwatu (dół rzeki): 53°40'58"N 16°10'20"E

Rezerwat położony w Drawskim Parku Krajobrazowym, w obszarze chronionego krajobrazu „Pojezierze Drawskie”, na terenie obszaru specjalnej ochrony ptaków (OSO) Natura 2000 „Ostoja Drawska” (PLB 320019) oraz na specjalnym obszarze ochrony siedlisk (SOO) Natura 2000 „Jeziora Czaplineckie” (PLH 320039).
Źródła rzeki Drawy i jej górny bieg z ciągiem jezior (Jezioro Krzywe (Górne), Krąg (Okrągłe), Długie Jezioro, Jezioro Głębokie, Jezioro Małe), na odcinku 4,2 km, w głębokiej, 30–55 m, rynnie polodowcowej, porośniętej lasem bukowym, z domieszką świerku i modrzewia.
Celem ochrony jest zachowanie ekosystemu źródłowego rzeki Drawy, z buczyną pomorską, torfowiskami niskimi i zbiorowiskami roślinności wodnej, z licznymi stanowiskami rzadkich roślin chronionych, takich jak: grążel żółty (Nuphar lutea), grzybienie białe (Nymphaea alba), wawrzynek wilczełyko (Daphne mezereum), kukułka szerokolistna (Dactylorhiza majalis), nasięźrzał pospolity (Ophioglossum vulgatum), przytulia wonna (Galium odoratum), przylaszczka pospolita (Hepatica nobilis).
Przez rezerwat prowadzą dwa znakowane szlaki turystyczne z Połczyna-Zdroju do Czaplinka: niebieski Szlak Szwajcarii Połczyńskiej oraz czerwony Szlak „Solny”.
Nadzór: Nadleśnictwo Połczyn.
Dolina Pięciu Jezior ma także przydomek – Szwajcaria Połczyńska, który zawdzięcza malowniczemu otoczeniu, stosunkowo wysokich (ponad 200 m) wzgórz morenowych pokrytych lasami i pastwiskami.

## Galeria

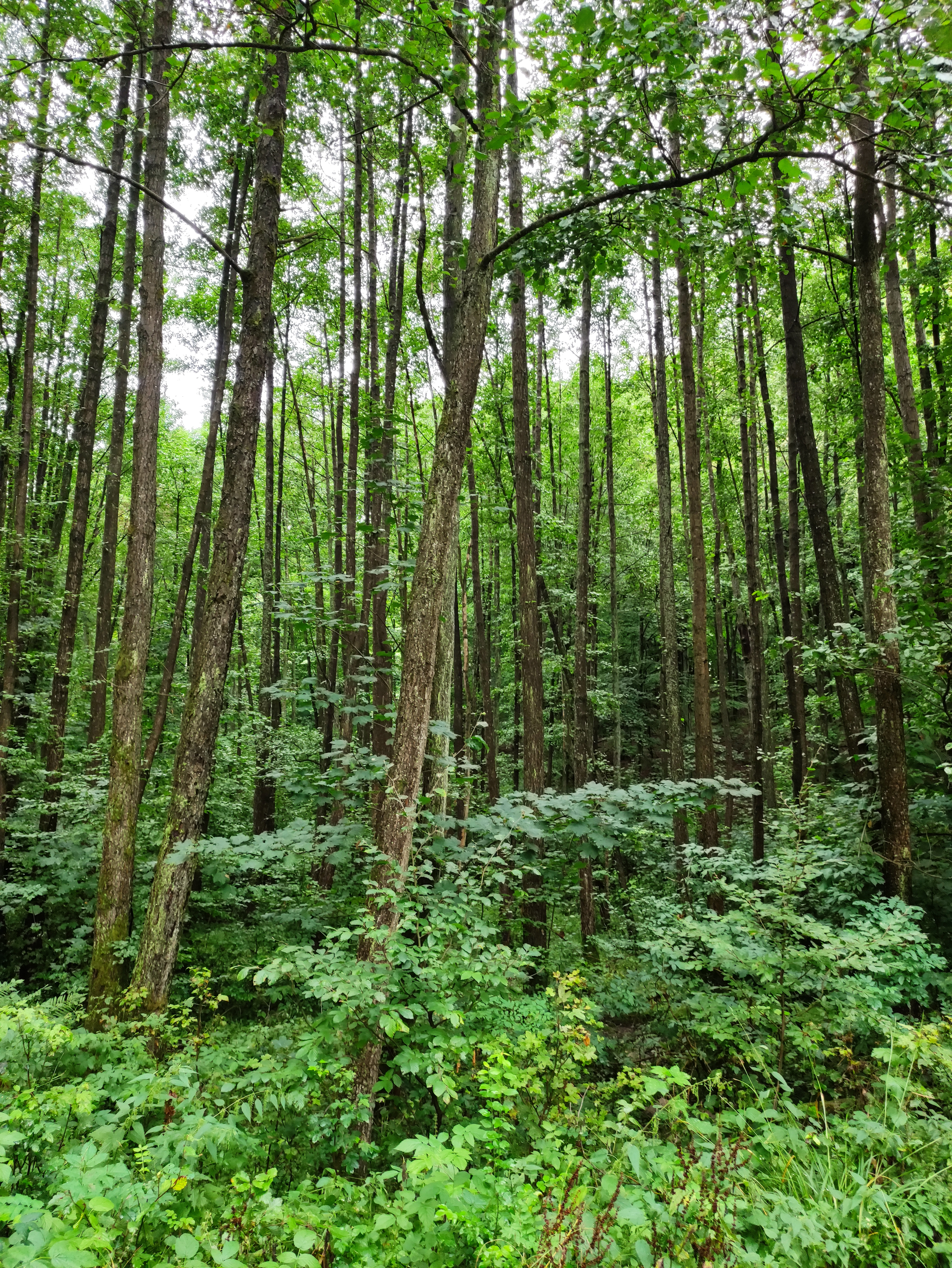
Las w rezerwacie
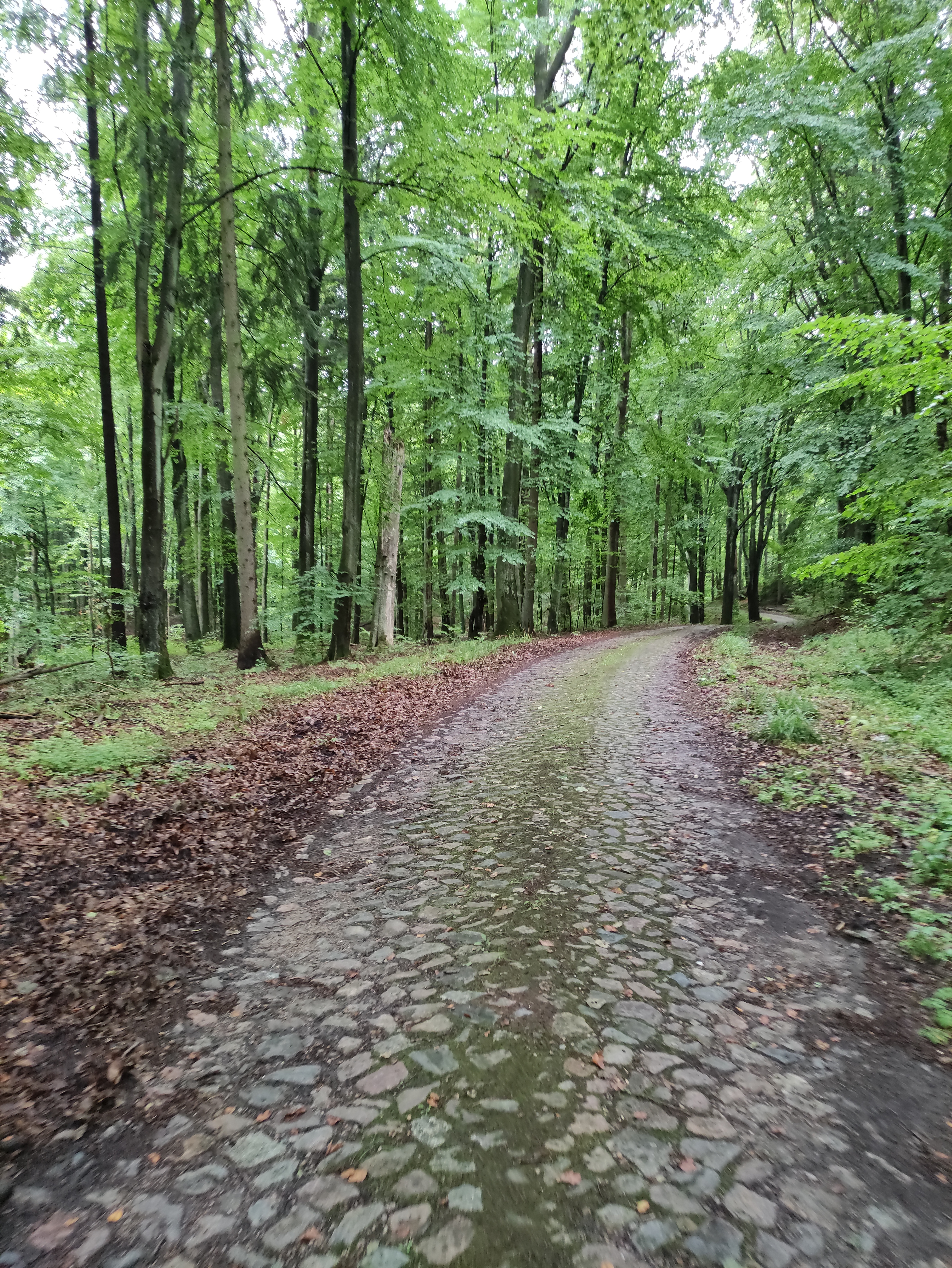
Droga w rezerwacie
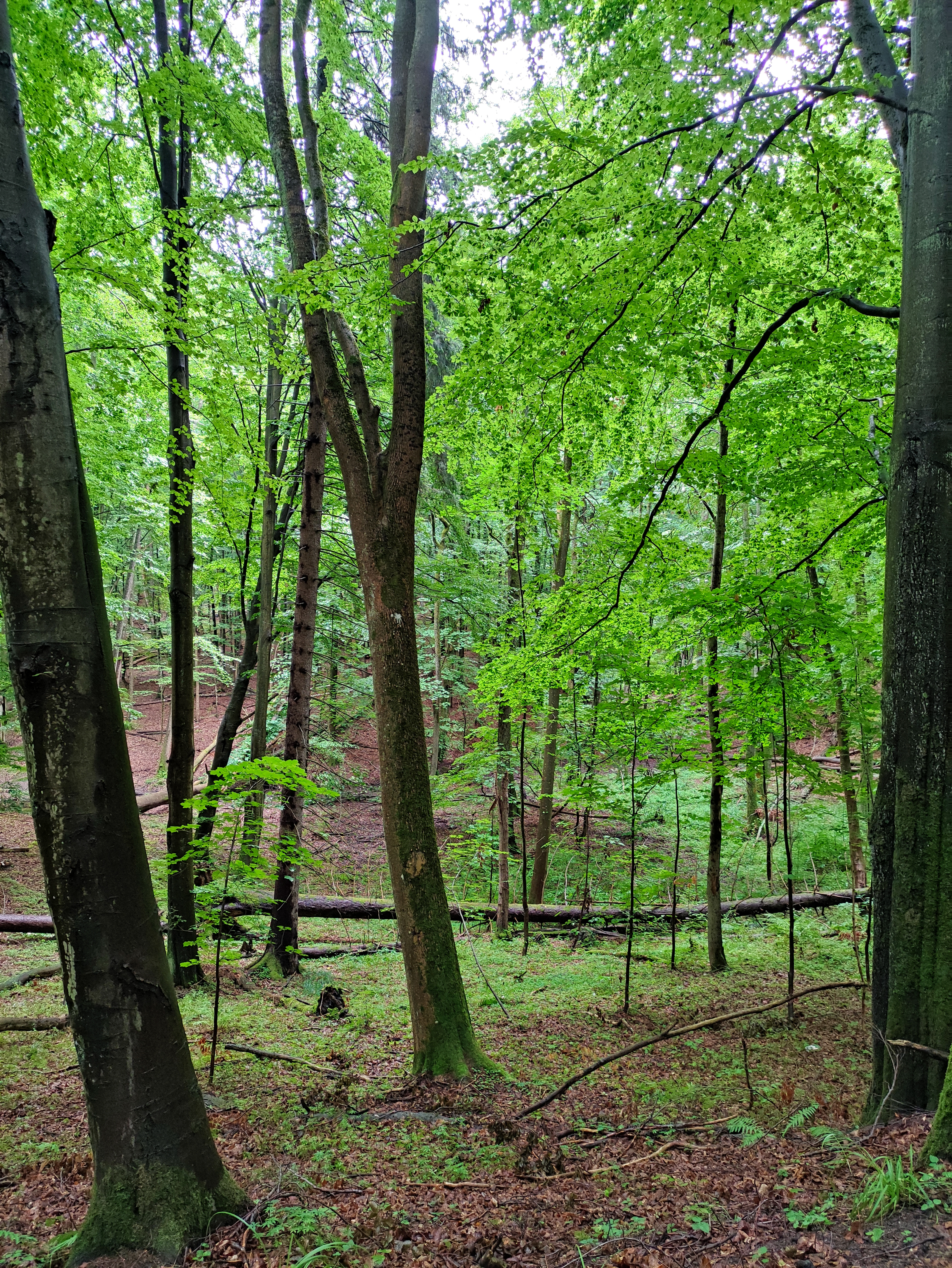
Las w rezerwacie
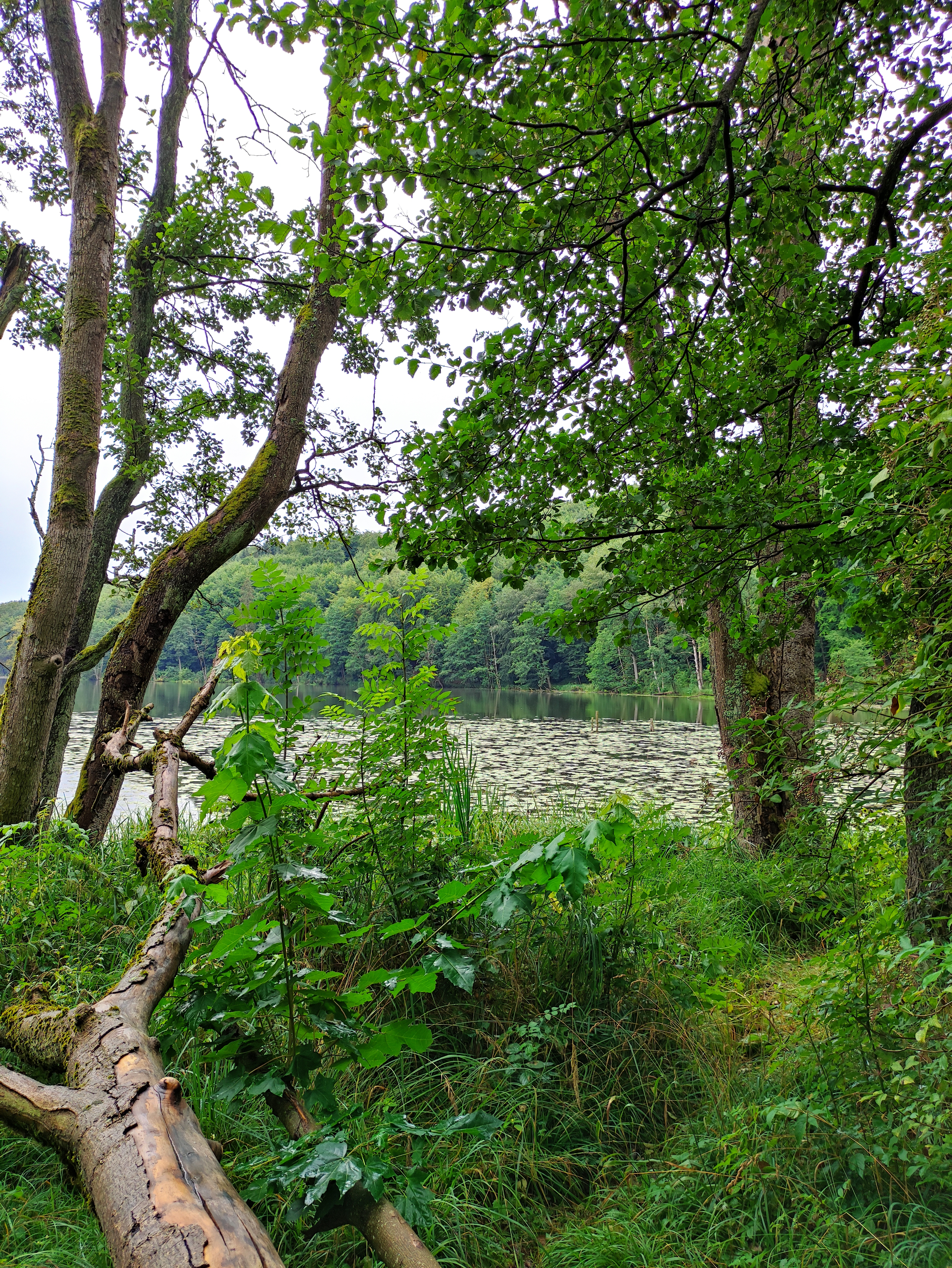
Długie Jezioro